# ¿Quién quiere ser millonario?
¿Quién quiere ser millonario? (Who Wants to Be a Millionaire?) — Сальвадорське ігрове шоу засноване на оригінальному Британському форматі Who Wants to Be a Millionaire?. Шоу веде Віллі Мальдонадо. Головна мета  гри 1 мільйон доларів відповівши правильно на 15 запитань . ¿Quién quiere ser millonario? транслювалося з  3 березня, 2010 по 24 листопада, 2010..[джерело?]
Програма зібрала найбільшу кількість нагород в усій Центральній Америці серед подібних версій в Коста-Риці,Панамі, Колумбії та Еквадорі.[джерело?]
Під час першого сезону з 3 березня по 24 листопада 2010, після майже 10 місяців:[джерело?]
- 106 учасників дійшли до фінального запитання.
- 793 запитання було задано.
- Найбільшою нагородою було $107,528.60 .

Другий сезон Хто хоче стати мільйонером? розпочався 2 березня, 2011 та закінчився 23 листопада було віддано US$104,867.00 в якості призу більше 100 учасникам.
2 травня, 2012 розпочато третій сезон, що транслюється по сьогодні

## Призи
- 1. питання • $20.00
- 2. питання • $40.00
- 3. питання • $60.00
- 4. питання • $100.00
- 5. питання • $200.00 (незгораюча сума)
- 6. питання • $400.00
- 7. питання • $800.00
- 8. питання • $1,600.00
- 9. питання • $3,200.00
- 10. питання • $6,400.00 (незгораюча сума)
- 11. питання • $12,800.00
- 12. питання • $25,000.00
- 13. питання • $50,000.00
- 14. питання • $100,000.00
- 15. питання • $200,000.00